# Vålerenga ishockey
Pour la section omnisport, voir Vålerengens IF.
Le Vålerenga Ishockey est un club de hockey sur glace d'Oslo en Norvège. Il évolue en EliteHockey Ligaen, l'élite norvégienne. Il s'agit de la section hockey sur glace du club omnisports Vålerengens IF.
Avec 26 titres au cours de son histoire, il s'agit de l'équipe la plus titrée de l'histoire de Norvège.

## Historique
Le club omnisports est créé le 29 juillet 1913. Une équipe de hockey sur glace junior participe au championnat junior pour la première fois en 1947 et ils remportent le titre de champion de Norvège en 1957. L'équipe junior gagne également les quatre titres suivants. Dans le même temps, le championnat senior est dominé par le Gamlebyen IF, club connu par la suite sous le nom de Sportsklubben Forward et évoluant dans les années 2010 en cinquième division de Norvège.
Le club de Vålerenga met fin à la domination de l'autre équipe d'Oslo en 1960 en remportant son premier titre de champion du pays. La première équipe sacrée championne est constituée des joueurs suivants : Einar Rath, Tor Gundersen, Bjørn Halmrast, Sverre Gundersen, Arild Olsen, Jack Trøften, Bjørn Johansen, Einar Bruno Larsen, Leif Eriksen, Jan Thoresen, Terje Hellerud, Asbjørn Sørensen, Bjørn Olsen, Knut Stenberg et Roger Christensen. Une nouvelle dynastie se crée alors que l'équipe remporte le titre en 1962, 1963, 1965, 1966, 1967, 1968, 1969, 1970, 1971 et 1973. Plusieurs joueurs du premier titre sont sacrés champions à plusieurs reprises : Rath (4 titres), Tor Gundersen (10), Sverre Gundersen (5), Trøften (6), Einar Bruno Larsen (6), Thoresen (7), Hellerud (2), Sørensen (10), Stenberg (7) ou encore Christensen (2).
Il faut alors attendre dix saisons, pour voir le club au revenir au plus haut niveau. En 1981-1982, Ilkka Kaarna, qui inscrit 60 buts en 36 rencontres et Geir Myhre, désigné meilleur joueur de la saison et récipiendaire du Gullpucken, conduisent leur équipe à un douzième titre de champion de Norvège.

## Palmarès
- Championnat de Norvège (26)[5] :
  - 1960, 1962, 1963, 1965, 1966, 1967, 1968, 1969, 1970, 1971, 1973, 1982, 1985, 1987, 1988, 1991, 1992, 1993, 1998, 1999, 2001, 2003, 2005, 2006, 2007, 2009